# Tasemnice krysí
Tasemnice krysí (Hymenolepis diminuta, Rudolphi 1819) je tasemnice čeledi Hymenolepididae parazitující u hlodavců, nejčastěji myší a krys. Vzácně ji lze nalézt také u lidí. Tato tasemnice má dvouhostitelský cyklus, přičemž jako mezihostitel slouží někteří zástupci hmyzu. V laboratorních podmínkách je to nejčastěji brouk potemník moučný (Tenebrio molitor). Člověk se nakazí náhodným pozřením (nejčastěji skrze cereálie) infikovaných brouků. Tasemnice se u definitivního hostitele vyskytuje ve střevě. Infekce člověka je zpravidla bez příznaků nebo se může projevit bolestmi břicha a snížením apetitu.

## Morfologie
Dospělé tasemnice H. diminuta dosahují délky 20–60 cm. Skolex je opatřen přísavkami a chobotkem. Samotné tělo (strobila) je složeno z 800 až 1000 článků. Vajíčko je kulaté o velikosti okolo 70 µm a obsahuje onkosféru se šesti háčky. Oproti H. nana chybí polární filamenta.

## Hostitelé

### Definitivní hostitelé
Tasemnice se vyskytuje u celé řady hlodavců. Typickým hostitelem je však myš domácí a krysa. Člověk je náhodný hostitel.

### Mezihostitelé
Jako mezihostitel tasemnice krysí figuruje více než 60 druhů hmyzu ze 7 různých řádů, včetně Lepidoptera, Orthoptera, Siphonaptera, Embiidina, Dermaptera, Dictyoptera a Coleoptera. Jako nejběžnější a taky nejčastěji experimentélně používanými mezihostiteli jsou však brouci potemníkovití, jmenovitě Tenebrio molitor, Tribolium confusum a Tribolium castaneum.

## Diagnostika
Přítomnost tasemnice může být zjištěna ze stolice nálezem typických vajíček, jež lze morfologicky odlišit jak od tasemnic rodu Taenia tak i příbuzného druhu tasemnice dětské.